# Lou Smyth
Lou Smyth foi um jogador de futebol americano estadunidense que foi campeão da Temporada de 1922 da National Football League jogando pelo Canton Bulldogs.